# Prix Joseph Gantrelle
Der Prix Joseph Gantrelle wurde im Jahre 1890 von der Académie royale de Belgique (Königlich Belgischen Akademie) gestiftet und wird alle fünf Jahre für ein Werk der klassischen Philologie verliehen. Der Namensstifter Joseph Gantrelle (* 18. Januar 1809 in Echternach (Luxemburg); † 24. Februar 1893 in Gent (Belgien)) war ein emeritierter Professor der Fakultät für Philosophie und Geisteswissenschaft an der Universität Gent.
Im Mittelpunkt der ausgezeichneten Arbeit soll eine vergessene Sprache der Antike stehen. Der Gantrelle-Preis gilt neben dem Prix Lucien de Reinach als bedeutendste Auszeichnung für Altphilologen im französischsprachigen Raum.
Der Preis ist mit 3.000 Euro dotiert und ist eigentlich für belgische Staatsbürger reserviert. Allerdings wurde 2000 der deutsche Gräzist Oliver Primavesi ausgezeichnet.

## Preisträger
- 1903 – E. Boisacq (Universität Brüssel)
- 1984 – Yves Duhoux
- 1986 – Alain Martin
- 1988 – Jacques Schamp: Photios historien des lettres. La Bibliothèque et ses notices biographiques, 1987
- 1992 – M. Paul Deproost
- 1996 – Marie-Hélène Marganne
- 2000 – Oliver Primavesi zusammen mit Alain Martin
- 2004 – Koen Verboven
- 2021 – Michiel Meeusen[2]